# IPad Pro
iPad Pro — планшет корпорації Apple, анонсований 9 вересня 2015 року. Це новий варіант планшету iPad з найбільшим дисплеєм у цьому сімействі — 12,9 дюйма. Новий планшет iPad Pro має новий процесор Apple A9X, 4GB оперативної пам'яті, підтримку стилуса Apple Pencil і режиму Split View в iOS 9, що дозволяє запускати 2 додатки на екрані одночасно.

## Продуктивність
«Серце» планшета iPad Pro — новий процесор Apple A9X із 64-бітною архітектурою 3-го покоління, котрий має в 1,8 рази більшу швидкодію, ніж процесор попереднього покоління Apple A8X, що використовується у iPad Air 2. В планшет також додано новий співпроцесор М9. Apple стверджує, що в плані продуктивності новий планшет вийшов на 80 % швидшим за сучасні портативні РС і тому в змозі працювати в «тяжких» застосунках типу iMovie нарівні із настільними комп'ютерами.

## Автономність
Час автономної роботи до 10 годин в режимі вебсерфінгу по інтернету при під'єднанні через Wi-Fi-мережу.

## Дисплей
- Дисплей Retina;
- Дисплей Multi‑Touch із діагоналлю 12,9 дюйма з підсвіткою LED і технологією IPS;
- Роздільна здатність 2732×2048 пікселів (264 пікселі/дюйм);
- Олеофобне покриття, стійке до появи відбитків пальців;
- Повністю ламінований дисплей;
- Антивідблискове покриття (зображення блякне на сонці на 58 % менше).

## Камера

### Камера iSight
- Фотографії із роздільною здатністю 8 мегапікселів;
- Автофокусування;
- Розпізнавання обличчя;
- Датчик освітленості на задній панелі;
- П'ятилінзовий об'єктив;
- Гібридний ІЧ-фільтр;
- Діафрагма ƒ /2.4;
- Фотографії HDR;
- Панорамна зйомка;
- Серійна зйомка;
- Фокусування торканням при зйомці відео;
- Стабілізація відео;
- Триразове збільшення при зйомці відео;
- Покадрова зйомка;
- Зйомка відео 1080р (30 кадрів/с), 720р (60 кадрів/с).

#### Передня камера
- Фотографії з роздільною здатністю 1,2 мегапікселя;
- HD-відео 720p;
- Відеодзвінки FaceTime по мережі Wi-Fi або мережі;
- Розпізнавання обличчя.

## Стільниковий і бездротовий зв'язок

### Wi-Fi
- Wi‑Fi (802.11a/b/g/n/ac); два діапазони (2,4 ГГц і 5 ГГц)
- MIMO
- Технологія Bluetooth 4.0

### Wi-Fi + Cellular
- Wi‑Fi (802.11a/b/g/n/ac); два діапазони (2,4 ГГц і 5 ГГц)
- MIMO
- Технологія Bluetooth 4.0
- GSM/EDGE
- CDMA EV-DO Rev. A і Rev. B
- UMTS/HSPA/HSPA+/DC‑HSDPA
- LTE4
- Тільки дані.

## Комплектація
- iPad Pro
- Lightning to USB connector
- 12W USB Power Adapter
- Друкована документація
- Apple стікери (2 шт.)
- Скріпка для вилучення лотка для Sim-карти (тільки у моделі Wi-Fi + Cellular). В iPad Pro використовується формат nano-Sim

### Вартість
Вартість моделей iPad Pro в США (без урахування податку з продажів, який в кожному штаті свій)..
| Модель           | 32GB | 128GB |
| ---------------- | ---- | ----- |
| Wi-Fi            | $799 | $949  |
| Wi-Fi + Cellular |      | $1079 |

Вартість моделей iPad Pro у Європі
| Модель           | 32GB | 128GB |
| ---------------- | ---- | ----- |
| Wi-Fi            | €899 | €1079 |
| Wi-Fi + Cellular |      | €1229 |

Ціна Apple Pencil і Smart Keyboard складе $99 і $169 відповідно.